# حزب دموکراسی مسیحی (ایتالیا)
دموکراسی مسیحی ( ایتالیایی: Democrazia Cristiana، دی‌سی) یک حزب سیاسی دموکرات مسیحی   در ایتالیا بود. این حزب در ۱۵ دسامبر ۱۹۴۳ در جمهوری سوسیال ایتالیا (ایتالیای در اشغال نازی‌ها) به عنوان جانشین اسمی حزب مردم ایتالیا تأسیس شد که دارای نشان یکسان با آن حزب (سپر جنگی صلیبی یا scudo crociato) بود. دی‌سی به عنوان یک حزب کاتولیک، مرکزگرا و  ائتلافی   شامل جناح های سیاسی راست میانه و چپ میانه، نقش مسلط را در سیاست ایتالیا برای پنجاه سال ایفا کرد و از مدت کوتاهی پس از آغاز‌به‌کار تا زمان سقوط نهایی آن در ۱۶ ژانویه ۱۹۹۴ پس از رسوایی های تَنجِنتُپُلی، همیشه بخشی از دولت بود. دموکرات‌های مسیحی از سال ۱۹۴۶ تا ۱۹۸۱ به طور مداوم دولت ایتالیا را رهبری کردند. این حزب با نام مستعار "نهنگ سفید" ( ایتالیایی: Balena bianca) به دلیل سازماندهی عظیم و رنگ رسمی آن هم نامیده می‌شد.  در دوران حکومت خود، حزب کمونیست ایتالیا بزرگترین حزب مخالفش بود.
از سال ۱۹۴۶ تا ۱۹۹۴، دی‌سی بزرگترین حزب در مجلس ایتالیا بود که در ائتلاف‌های متوالی از جمله سیستم پنتاپارتیتو حکومت می‌کرد. این حزب ابتدا از دولت‌های لیبرال-محافظه‌کار، همراه با حزب میانه‌رو سوسیالیست دموکرات ایتالیا، حزب لیبرال ایتالیا و حزب جمهوری‌خواه ایتالیا حمایت می‌کرد، و سپس به سمت چپ میانه ارگانیک که شامل حزب سوسیالیست ایتالیا می‌شد، تغییر جهت داد. این حزب به دسته‌ای از احزاب کوچکتر، از جمله حزب مردم ایتالیا ، مرکز دموکرات مسیحی، دموکرات مسیحی متحد، و اتحادیه مرکز (۲۰۰۲) تبدیل شد. همچنین برخی از اعضای پیشین دی‌سی در احزاب دیگر، از جمله حزب راست میانه فورزا ایتالیا و حزب چپ میانه دموکراتیک ایتالیا کنش سیاسی دارند. دی‌سی از اعضای موسس حزب مردم اروپا در سال ۱۹۷۶ بود.